# شقائق أسطوانية
الشقائق الأسـطوانية (الاسم العلمي: Cerianthidae) هي فصيلة من اللاسعات تتبع رتبة الشقائق الأسـطوانية وأشباهها من طائفة الزهريات الشعاعية.

## التصنيف
- الشقيقة الأسـطوانية